# Стивън Барнс
Стивън Емъри Барнс (на английски: Steven Emory Barnes) е американски писател на научна фантастика.

## Биография и творчество
Роден е в Лос Анжелис, САЩ и е завършил специалност „communicative arts“. Има диплома са хипнотерапевт. Той е треньор по кемпо карате с черен колан.
Първото му публикувано произведение е разказа „Moonglow“, а първият му роман – „Dream Park“ е написан в съавторство с Лари Нивън и излиза през 1981 г.

## Произведения (частично)

### Самостоятелни романи
- Ride the Angry Land (1980)
- The Descent of Anansi (1982) – с Лари Нивън
- The Kundalini Equation (1986)
- Achilles' Choice (1991) – с Лари Нивън
- Blood Brothers (1996)
- Iron Shadows (1998)
- Saturn's Race (2000) – с Лари Нивън
- Charisma (2002)
- Twelve Days (2017)